# Одра — Ниса
«Одра — Ниса» (нем. „Oder-Neiße“, англ. „Oder-Neisse“, пол. „Odra-Nysa“) — одни из наиболее значительных совместных учений Объединённых Вооруженных Сил, состоявшиеся в сентябре 1969 года. В них приняли участие штабы, соединения и части сухопутных войск, авиации, войск противовоздушной обороны четырёх союзных армий — Национальной народной армии ГДР, Войска Польского, Советской Армии и чехословацкой Народной армии, — а также военно-морские флоты ГДР, Польши и дважды Краснознамённый Балтийский флот Советского Союза. В учениях участвовало большое количество личного состава, вооружения и техники. По территориальному размаху они охватывали почти половину территории Польской Народной республики. Руководство объединёнными учениями осуществлял министр национальной обороны ПНР Генерал армии Войцех Ярузельский. Учения были приурочены к 25-летию существования Польской республики.

## Ход учений
Учения проходили с 21 по 28 сентября. Воинам приходилось действовать в сложных условиях, максимально приближенных к боевым, как правило, ночью. На отдельных этапах учений проводились боевые стрельбы. Личный состав решал боевые задачи умело.
В отличие от предыдущих учений, «Одра — Ниса», «Братство по оружию» и «Щит» характеризовались более широким кругом решаемых задач оперативной подготовки, территориальным размахом и большой численностью задействованных войск.

## Наблюдатели и гости
На учениях «Одра — Ниса» присутствовали руководители Польской объединённой рабочей партии, правительства и Сейма ПНР, делегации всех армий стран Варшавского Договора во главе с министрами обороны этих стран, а также военные делегации Монгольской Народной республики, Кубы и Северной Кореи.

## Оценки
Согласно Кристоферу Джонсу, адъюнкт-профессору политических наук в Школе Международных отношений им. Генри Джексона при Вашингтонском университете, в учениях «Одра — Ниса» принимало участие около ста тысяч военнослужащих.
По мнению польского учёного, профессора, доктора Владислава Горы, с учений «Одра — Ниса», превысивших по своему масштабу все предыдущие, проводившиеся на польской территории, начался новый этап сотрудничества союзных войск на высшем уровне.